# Bessatsu Margaret
Bessatsu Margaret (jap. 別冊マーガレット bessatsu māgaretto), kurz Betsuma (別マ), ist ein Manga-Magazin, das seit 1964 beim Shūeisha-Verlag veröffentlicht wird. Das monatlich zu einem Preis von 370 Yen erscheinende Magazin richtet sich vorwiegend an Mittel- und Oberschülerinnen; es hat sich also auf Shōjo-Mangas spezialisiert.
Die Taschenbuchveröffentlichungen der im Magazin veröffentlichten Mangas kommen im Label Margaret Comics bei Shūeisha heraus. Schwestermagazine des Bessatsu Margaret sind Margaret, The Margaret und Deluxe Margaret.

## Veröffentlichungsgeschichte
Obwohl in den 1960er und 1970er Jahren bekannte Mangaka wie Chikako Urano, Yōko Tadatsu und Miuchi Suzue für das Magazin arbeiteten, stand es im Schatten seiner wöchentlichen Schwesterpublikation Margaret. Bis in die 1980er Jahre stieg die Auflagenzahl des Magazins allerdings bis auf 1,8 Millionen pro Ausgabe an (Margaret hatte zur selben Zeit eine Auflage von etwa 700.000) Damit war es Anfang der 1980er Jahre das auflagenstärkste Manga-Magazin für eine weibliche Zielgruppe; diese Position hatten bis dahin vor allem die Magazine Nakayoshi und Ribon bekleidet. Zu diesem Erfolg trugen beispielsweise die Autorinnen Fusako Kuramochi (Itsumo Pocket ni Chopin, 1980–1981), Satoru Makimura (Ai no Aranjuez, 1978–1980) und Kaoru Tada (Aishite Night, 1981–1984) bei. Ryō Ikuemi, Masayo Miyagawa und Taku Tsumugi begleiteten das Magazin zu dieser Zeit ebenfalls. Die Buchveröffentlichungen zu Tsumugis Hot Road, das von 1986 bis 1987 in Bessatsu Margaret veröffentlicht wurde, wurden zum Bestseller. Trotzdem sank die Auflage bis 1990 auf 1,3 Millionen.
Mit Itazurana Kiss gelang Kaoru Tada nach ihrem Aishite Night ein noch größerer Hit. Die Serie begann 1990 und endete 1999, weil Tada verstarb. Über zehn Jahre lang waren Eriko Iwatas Wolf Monogatari (1994–2006) und Masami Nagatas Renai Catalogue (1995–2007) in dem Magazin zu lesen. Kazune Kawahara und Mitsuba Takanashi prägten das Magazin mit ihren Serien Sensei! (1996–2003) und Akuma de Sōrō (1999–2002).
Wie bei fast allen Manga-Magazinen fiel die Auflage in den 1990er Jahren stark. 1995 hatte Bessatsu Margaret eine Auflage von 800.000, 2000 eine von etwa 650.000.
Zu einem der wichtigsten Titel der 2000er für Bessatsu Margaret sollte sich Aya Nakaharas Komödie Love★Con (2001–2006) entwickeln. Neben Mitsuba Takanashis aktuellem Manga Beniiro Hero erscheinen derzeit zum Beispiel auch Werke von Ao Mimori, Naoko Wada, Karuho Shiina und Yōko Kamio. 2005 verkaufte sich eine Ausgabe durchschnittlich 355.000 mal.